# Tefennia
Tefennia is een geslacht van weekdieren uit de klasse van de Gastropoda (slakken).

## Soort
- Tefennia tefennica Schütt & Yildirim, 2003